# Análisis microfuncional
El análisis microfuncional es una metodología de análisis textual que parte de las microfunciones que son las unidades comunicativas, semántico-gramaticales y pragmáticas mínimas del texto. La metodología fue introducida por Karin Vilar Sánchez, Universidad de Granada.

## Objetivos
El objetivo del análisis microfuncional es la descripción del uso de formas y estructuras lingüísticas específicas en función del tipo de texto en el que aparecen, es decir, la descripción estilística de diferentes tipos de texto. Con ayuda del análisis microfuncional se puede demostrar por ejemplo que el recurso lingüístico preferido para expresar una obligación en folletos informativos administrativos es el tiempo del futuro, mientras que en la correspondencia administrativa predomina el uso del verbo modal deber + infinitivo. En el ámbito interlingüístico, el análisis microfuncional no solo permite describir los patrones específicos de los que se sirven las distintas lenguas para expresar microfunciones concretas en tipos de textos determinados, sino que permite además comprobar la existencia de usos, e incluso de combinaciones microfuncionales de distintos tipos de texto, en las diversas lenguas. Por ejemplo, y a pesar de que no se perciba a nivel de estructura patente, se puede comprobar que la microfunción de expresar una amenaza, en contratos de trabajo alemanes, se expresa de forma mucho más frecuente que en el mismo tipo de texto español, o que la microfunción de agradecer, en instrucciones de uso de electrodomésticos, a diferencia de en el alemán, simplemente no se da en el español.
Los resultados de amplios análisis de corpus se ofrecen en formato electrónico, en programas CAQDAS y constituyen una herramienta útil sobre todo para la traducción pero también para la redacción de textos en lengua extranjera .